# Campo de Borja (vino)
Campo de Borja es una denominación de origen protegida (DO) vitivinícola de España desde 1977. Su zona de producción se encuentra situada en el noroeste de la provincia de Zaragoza, en las comarcas del Campo de Borja y de Tarazona y el Moncayo. La componen 16 municipios y tiene una extensión de 6270 ha.

## El entorno
La altitud de los viñedos varía entre los 350 y los 700 metros sobre el nivel del mar. Los suelos son calizos y ricos en nutrientes.
El clima es continental, con una pluviometría de entre 350 y 450 l/m2 anuales.

## Uvas
- Tintas
  - Cabernet Sauvignon
  - Merlot
  - Syrah
  - Tempranillo
  - Garnacha
  - Cariñena (uva)

- Blancas
  - Macabeo
  - Chardonnay
  - Moscatel de Alejandría

## Bodegas
Bodegas certificadas:
- Sociedad Cooperativa Agrícola de Borja
- Bodegas Román
- Bodegas Alto Moncayo
- Cooperativa Nuestra Señora Niño Perdido
- Bodegas Ruberte
- Bodegas Aragonesas
- Bodega Pagos del Moncayo
- Coop. Santo Cristo
- Bodega Picos
- Bodegas Ainzón
- Bodegas Borsao
- Santa Ana Crianzas y Viñedos Sociedad Cooperativa
- Cooperativa San Juan Bautista
- Bodegas Cabal
- Bodega Palmeri Sicilia
- Bodegas Morca
- Cooper Cellars

## Añadas
- 1980 Buena
- 1981 Muy Buena
- 1982 Buena
- 1983 Regular
- 1984 Regular
- 1985 Muy Buena
- 1986 Buena
- 1987 Buena
- 1988 Buena
- 1989 Muy Buena
- 1990 Buena
- 1991 Muy Buena
- 1992 Muy Buena
- 1993 Buena
- 1994 Buena
- 1995 Buena
- 1996 Buena
- 1997 Buena
- 1998 Buena
- 1999 Buena
- 2000 Excelente
- 2001 Muy Buena
- 2002 Buena
- 2003 Buena
- 2004 Buena
- 2005 Excelente
- 2006 Buena
- 2007 Muy Buena
- 2008 Buena
- 2009 Muy Buena
- 2010 Muy Buena
- 2011 Muy Buena
- 2012 Buena
- 2013 Buena
- 2014 Buena
- 2015 Buena
- 2016
- 2017